# Bag It Up
Bag It Up è il quarto e ultimo singolo estratto dall'album di debutto della cantante pop britannica Geri Halliwell, Schizophonic.
Il singolo è stato pubblicato il 13 marzo 2000 dall'etichetta discografica EMI e ha ottenuto un ottimo successo, raggiungendo la vetta della classifica britannica dei singoli, come i precedenti Mi Chico Latino e Lift Me Up, diventando la terza prima posizione consecutiva per la cantante. La canzone, di genere Dance pop, ha contribuito al successo dell'album d'estrazione ed è stata oggetto di una contestata esibizione ai BRIT Awards del 2000. Il singolo conteneva, oltre ad alcuni remix, anche delle cover di due brani molto famosi, These Boots Are Made for Walkin' di Nancy Sinatra e Perhaps, Perhaps, Perhaps.

## Video musicale
Nel video della canzone il principale soggetto è la Girl Powder, ovvero Polvere di ragazza, una storpiatura del motto Girl power che la Halliwell ha usato durante il periodo con le Spice Girls. All'inizio del video la cantante svolge i lavori domestici e prepara il caffè per il suo fidanzato, e di nascosto lo mette a contatto con il prodotto, che gli cambia il colore dei capelli in rosa e lo rende servile nei confronti della sua fidanzata che servirà fino al termine del video, quando vengono parodiate le ragazze di Playboy e tutti i ragazzi del video indossano le classiche orecchie da coniglio, simbolo della rivista.

## Tracce e formati
UK & Europe CD1

(Pubblicato il 13 marzo 2000)
1. Bag It Up - 3:46
2. These Boots Are Made for Walkin' - 3:03
3. Perhaps, Perhaps, Perhaps - 2:21
4. Bag It Up Enhanced Video

UK & Europe CD2

(Pubblicato il 13 marzo 2000)
1. Bag It Up - 3:46
2. Bag It Up [D-Bop's Chocolate Vocal Edit] - 4:26
3. Bag It Up [Trouser Enthusiasts' Edit] - 6:07
4. Bag It Up [Yomanda Edit] - 5:41

European 2-Track CD Single

(Pubblicato il 13 marzo 2000)
1. Bag It Up - 3:46
2. These Boots Are Made for Walkin' - 3:03
3. Bag It Up Enhanced Video

## Versioni ufficiali e remix
- Bag It Up (Album Version) - 3:46
- Bag It Up (D-Bop's Chocolate Vocal)* - 7:27
- Bag It Up (D-Bop's Chocolate Vocal Edit) - 4:26
- Bag It Up (D-Bop's Geri@Trade Mix)* - 6:50
- Bag It Up (Johnson's Disco Inferno)* - 6:55
- Bag It Up (Paul Masterson's Club Mix)* - 7:03
- Bag It Up (The Bold And Beautiful Glamour Mix)* - 7:36
- Bag It Up (Trouser Enthusiasts Mix)* - 8:53
- Bag It Up (Trouser Enthusiasts Instrumental)* - 8:53
- Bag It Up (Trouser Enthusiasts' Edit) - 6:07
- Bag It Up (Yomanda Mix)* - 7:41
- Bag It Up (Yomanda Edit) - 5:41
- Bag It Up (Yomanda Instrumental)* - 7:41
- Bag It Up (Yomanda Acapella)* - 6:31
- appare solo nei singoli promozionali

## Classifiche
| Paese         | Posizione massima |
| ------------- | ----------------- |
| Regno Unito   | 1                 |
| Italia        | 13                |
| Nuova Zelanda | 18                |
| Svezia        | 53                |
| Paesi Bassi   | 62                |
| Svizzera      | 66                |